# 애덤 골드버그
애덤 골드버그(Adam Goldberg, 1970년 10월 25일 ~ )는 미국의 배우, 감독, 영화 각본가이다.

## 출연 작품

### 영화
- 멍하고 혼돈스러운 (1993)
- 라이언 일병 구하기 (1998)
- 뷰티풀 마인드 (2001)
- 10일 안에 남자 친구에게 차이는 법 (2003)
- 조디악 (2007)
- 뉴욕에서 온 남자, 파리에서 온 여자 (2011)

### 텔레비전
- 프렌즈 (1996)
- 로앤오더: 뉴욕 특수수사대 (2005)
- 마이 네임 이즈 얼 (2006)
- 안투라지 (2007)
- 언유주얼즈 (2009)
- 파고 (2014)